# Дактилограф
Дактилограф, или Дактилографкиња је особа која прекуцава руком писане текстове на писаћој машини. Такође су могле да раде по диктату тј. особа која би им диктирала текст је брзину свог говора - диктата прилагођавала брзини којом је дактилографкиња куцала текст.
Дактилографи су завршавали дактилографски курс, после основне школе. Курс је трајао обично три месеца.
Дактилографкиње су се делиле по брзини и тачности куцања на класе, прву (најбољу), другу и трећу.
Дактилографија се учила као посебан предмет у средње економским школама.
Постојало је и такозвано „слепо“ куцање, које се састојало у томе да дактилограф не гледа у тастатуру писаће машине већ у текст који прекуцава. То је наравно значило да зна распоред слова на машини напамет.
Ово је био врло тежак посао, поредио се са рударским. Дактилографи су имали право на паузу од 15 минута на сваких сат и по непрекидног куцања. Поготову у почетку када су писаће машине биле чисто механичке и требало је прстима снажно ударати по тастатури тј. појединачним словима. Појавом електричних машина тај посао је донекле олакшан.
Одржавана су и такмичења у брзом и квалитетном куцању текстова.
У већим фирмама је постојао дактилобиро у коме су седеле дактилографкиње. Оне су имале шефа који би од странака (запослених у фирми) добијао рукописе и одређивао приоритете - динамику којом се текстови прекуцавају. У дактилобироима је био завидан ниво буке.
Дактилографи су радили и на телепринтерима - електричним писаћим машинама које су биле повезане на телефонску линију и биле у могућности да шаљу телексе на друге телепринтере у телекс мрежи.
Дактилографи су радили и припрему штампе на гештетнерима. За припрему тзв. матрице (која је личила на папир формата А4 али мало дужи) на тој матрици би се без траке куцао текст „на слепо“. Тек када би текст био откуцан и извађен из писаће машине на копији матрице би се могло видети шта је откуцано. Матрица би се монтирала на гештетнер који је као штампарска машина (нешто слично данашњим машинама за копирање) избацивао идентичне примерке. Постојали су гештетнери који су били на „људски погон“ и електрични.
Појавом личних рачунара (али и других канцеларијских машина), деведесетих година овај посао се рапидно губи тако да су данас дактилографкиње готово реткост. Поготову појавом текст процесора који препознају људски глас и претачу га у готов текстуални документ.